# Jonathan Williams (voetballer)
Jonathan Williams  (Royal Tunbridge Wells, 9 oktober 1993) is een in Engeland geboren Welsh voetballer die doorgaans als middenvelder speelt. Hij stroomde in 2011 door vanuit de jeugd van Crystal Palace. Sinds 2021 komt hij uit voor Swindon Town FC

## Clubcarrière
Williams maakte zijn debuut in de tweede helft in een wedstrijd thuis tegen Coventry City op dinsdag 16 augustus 2011. Een week later speelde Williams zijn eerste volledige wedstrijd in de openingswedstrijd van de Carling Cup in de thuiswedstrijd tegen Crawley Town. Hij speelde 85 minuten en gaf zijn eerste assist. Sinds 2011 komt Williams in actie voor Crystal Palace.

## Interlandcarrière
Jonathan Williams maakte zijn debuut in het Welsh voetbalelftal op 22 maart 2016 in een WK-kwalificatiewedstrijd tegen Schotland (1–2 overwinning). Met Wales nam hij deel aan het Europees kampioenschap voetbal 2016 in Frankrijk. Wales werd in de halve finale uitgeschakeld door Portugal (0–2), na in de eerdere twee knock-outwedstrijden Noord-Ierland (1–0) en België (3–1) te hebben verslagen. In 2023 maakte Williams bekend een punt achter zijn internationale loopbaan te zetten.
1 Hennessey ·
2 Gunter ·
3 Taylor ·
4 Davies ·
5 Chester ·
6 A. Williams  ·
7 Allen ·
8 King ·
9 Robson-Kanu ·
10 Ramsey ·
11 Bale ·
12 Fôn Williams ·
13 G. Williams ·
14 Edwards ·
15 Richards ·
16 Ledley ·
17 Cotterill · 
18 Vokes ·
19 Collins ·
20 J. Williams ·
21 Ward ·
22 Vaughan · 
23 Church · 
Coach: Coleman
1 Hennessey ·
2 Gunter ·
3 Williams ·
4 B. Davies ·
5 Lockyer ·
6 Rodon ·
7 Allen ·
8 Wilson ·
9 T. Roberts ·
10 Ramsey ·
11 Bale  ·
12 Ward ·
13 Moore ·
14 C. Roberts ·
15 Ampadu ·
16 Morrell ·
17 Norrington-Davies · 
18 Williams ·
19 Brooks ·
20 James ·
21 A. Davies ·
22 Mepham · 
23 Levitt · 
24 Cabango · 
25 Colwill · 
26 Smith · 
Coach: Page
1 Hennessey ·
2 Gunter ·
3 N. Williams ·
4 B. Davies ·
5 Mepham ·
6 Rodon ·
7 Allen ·
8 Wilson ·
9 Johnson ·
10 Ramsey ·
11 Bale  ·
12 Ward ·
13 Moore ·
14 Roberts ·
15 Ampadu ·
16 Morrell ·
17 Lockyer ·
18 J. Williams ·
19 Harris ·
20 James ·
21 A. Davies ·
22 Thomas ·
23 Levitt ·
24 Cabango ·
25 Colwill ·
26 Smith ·
Coach: Page